# Josselin Ouanna
Josselin Ouanna (* 14. April 1986 in Tours) ist ein ehemaliger französischer Tennisspieler.

## Karriere

### Bis 2007: Juniorenkarriere und erste Erfahrungen als Profi
Josselin Ouanna begann im Alter von fünf Jahren, Tennis zu spielen. Ab 2002 trat er auf internationalen Juniorenturnieren an, auf denen er mehrere Turniersiege feiern konnte. Sein größter Erfolg als Junior war der Einzug ins Endspiel der Australian Open 2004, das er gegen seinen Landsmann Gaël Monfils verlor. Bei den French Open und in Wimbledon zog er jeweils ins Achtelfinale ein, seine beste Platzierung in der Juniorenweltrangliste war Rang 9.
Ab 2003 trat er zudem auch bei Satellite- und Future-Turnieren im Erwachsenenbereich an. Im Juni 2003 wurde er nach zwei Satellite-Finalteilnahmen erstmals in den Top 700 der ATP-Weltrangliste geführt. Im Jahr 2004 erreichte er insgesamt vier Future-Endspiele, von denen er eines gewinnen konnte. Zudem erreichte er im Februar 2004 in Cherbourg bei seinem ersten Challenger-Turnier sogleich das Viertelfinale.
Die Jahre 2005 und 2006 verliefen ohne größere Höhepunkte: Ouanna kam bei Future-Turnieren nie über das Halbfinale, bei Challenger-Turnieren nie über die zweite Runde hinaus. 2007 konnte er dann wieder zwei Future-Turniere gewinnen, außerdem erreichte er bei zwei Challenger-Turnieren das Viertelfinale. Für die French Open 2007 bekam Ouanna eine Wildcard für die Qualifikation, er schied jedoch schon in der ersten Qualifikationsrunde aus. Auch beim Masters-Turnier von Paris im Oktober 2007 bekam er eine Wildcard für die Qualifikation; er konnte dort gegen Jonas Björkman seinen ersten Sieg gegen einen Top-100-Spieler feiern, bevor er in der zweiten Qualifikationsrunde ausschied.

### 2008–2010: Challenger-Titel und Erfolge bei den French Open
Nachdem er 2007 bereits in die Top 300 vorgestoßen war, ging es 2008 weiter bergauf. Bei der Qualifikation zu den Australian Open war er noch in der dritten Qualifikationsrunde gescheitert, doch in den folgenden Monaten konnte er sich dank mehrerer Challenger-Viertelfinals in der Weltrangliste weiter verbessern. Bei den French Open verlor er erneut in der dritten Qualifikationsrunde, doch diesmal rückte er trotzdem als einer von sieben Lucky Losern ins Hauptfeld nach. Bei seinem Grand-Slam-Debüt war er jedoch gegen Juan Martín del Potro chancenlos. Im Juli 2008 schaffte Ouanna bei den ATP-Turnieren von Gstaad und Kitzbühel die Qualifikation, verlor jedoch jeweils in der ersten Runde. Im Oktober 2008 konnte er dann in Rennes zum ersten Mal ein Challenger-Finale erreichen und gewann gegen Adrian Mannarino auch seinen ersten Titel. Dadurch stieg er erstmals in die Top 200 der Weltrangliste ein und bekam zudem als Belohnung eine Wildcard für das ATP-Turnier von Lyon. In der ersten Runde konnte er sich in drei knappen Sätzen gegen den Top-50-Spieler Ivan Ljubičić durchsetzen und nach einem Zweitrundensieg über Nicolás Lapentti erreichte er sogar das Viertelfinale, in dem er jedoch gegen den an Position 4 gesetzten Gilles Simon ausschied. Für das folgende Masters-Turnier in Paris bekam er erneut eine Wildcard; er verlor dort in der ersten Runde gegen Robin Söderling. Dennoch hatte er sich in diesem Jahr um fast 150 Plätze auf Rang 154 verbessert.
Das Jahr 2009 wurde noch erfolgreicher. Nach einer Halbfinalteilnahme beim Challenger-Turnier von Besançon folgte in Saint-Brieuc der zweite Challenger-Titel, als er im Finale erneut gegen Adrian Mannarino gewann. Bei den French Open bekam er diesmal eine Wildcard fürs Hauptfeld und er konnte dort mit einem Fünfsatzsieg über Marcel Granollers seinen ersten Matchgewinn bei einem Grand-Slam-Turnier feiern. In Runde zwei ging es gegen den ehemaligen Weltranglistenersten Marat Safin erneut über fünf Sätze, und wieder ging Ouanna nach über viereinhalb Stunden Spielzeit als Sieger vom Platz. In der dritten Runde schied er dann in drei Sätzen gegen den späteren Halbfinalisten Fernando González aus. Er war nun kurz davor, in die Top 100 einzusteigen, was ihm schließlich im September 2009 gelang, als er sich bei den US Open qualifizieren konnte und nach einem Sieg über Rajeev Ram die zweite Runde erreichte. Dort verlor er zwar erneut gegen Fernando González, aber er verbesserte sich auf Rang 88 der Weltrangliste. Da er seine letztjährigen Erfolge in Rennes und Lyon nicht wiederholen konnte, fiel er bis zum Jahresende allerdings wieder auf Rang 130 zurück.
Nachdem er in der ersten Qualifikationsrunde zu den Australian Open 2010 gescheitert war, konnte Ouanna beim Challenger-Turnier von Heilbronn das Halbfinale erreichen. Im Februar 2010 kam er bei den ATP-Turnieren von Johannesburg und Marseille jeweils in die zweite Runde. Nach einer weiteren Challenger-Halbfinalteilnahme in Cherbourg im März 2010 folgte eine weitere Zweitrundenniederlage beim ATP-Turnier von Belgrad. Bei den French Open bekam er wie schon im Vorjahr eine Wildcard und nutzte diese zu einem Erstrundensieg über Łukasz Kubot. In der zweiten Runde war er jedoch gegen seinen an Position 8 gesetzten Landsmann Jo-Wilfried Tsonga chancenlos. Im weiteren Saisonverlauf konnte Ouanna in Recanati noch ein weiteres Challenger-Halbfinale erreichen, er spielte jedoch kein Match mehr auf ATP-Turnieren. Im Oktober 2010 gelang ihm zusammen mit Gaël Monfils sein größter Erfolg im Doppel, als sie in Montpellier im Viertelfinale die an Position 3 gesetzten Wesley Moodie und Dick Norman schlugen und erst im Halbfinale gegen die späteren Turniersieger Stephen Huss und Ross Hutchins ausschieden. Zwei Wochen später konnte sich Ouanna bei den Paris Masters für das Hauptfeld qualifizieren; er schied dort jedoch in der ersten Runde gegen Stan Wawrinka aus.

### 2011–2015: Erfolglosigkeit und Comeback
Anfang 2011 scheiterte Ouanna bei den Australian Open in der letzten Qualifikationsrunde an Jan Hernych. Im weiteren Jahresverlauf konnte er lediglich auf der Future Tour Erfolge feiern, auf der er zweimal ein Finale und drei weitere Male ein Halbfinale erreichte. Auf Challenger-Ebene stand er bei sechs Turnierteilnahmen lediglich einmal in der zweiten Runde, bei den French Open sowie in Wimbledon schied er jeweils in der ersten Qualifikationsrunde aus.
Im Februar 2012 war Ouanna in der Weltrangliste bis auf Rang 466 zurückgefallen, sodass er beim Challenger-Turnier in Cherbourg nur dank einer Wildcard starten konnte. Unter anderem durch einen Sieg über den an Position 2 gesetzten Thomas Schoorel marschierte er bis ins Finale durch, in dem er Maxime Teixeira in zwei Sätzen besiegte und somit seinen dritten Challenger-Titel gewann.
2015 erklärte Ouanna seinen Rücktritt vom Profitennis. Er spielt seitdem Amateurturniere sowie in der deutschen Tennisregionalliga beim TV Espelkamp-Mittwald.

## Erfolge
| Legende (Anzahl der Siege)  |
| Grand Slam                  |
| ATP World Tour Finals       |
| ATP World Tour Masters 1000 |
| ATP World Tour 500          |
| ATP World Tour 250          |
| ATP Challenger Tour (5)     |

### Einzel

#### Turniersiege
| Nr. | Datum             | Turnier                | Belag         | Finalgegner      | Ergebnis      |
| --- | ----------------- | ---------------------- | ------------- | ---------------- | ------------- |
| 1.  | 12. Oktober 2008  | Rennes                 | Hartplatz (i) | Adrian Mannarino | 6:2, 6:3      |
| 2.  | 5. April 2009     | Saint-Brieuc           | Sand (i)      | Adrian Mannarino | 7:5, 1:6, 6:4 |
| 3.  | 4. März 2012      | Cherbourg-Octeville    | Hartplatz (i) | Maxime Teixeira  | 6:3, 6:2      |
| 4.  | 9. September 2012 | Saint-Rémy-de-Provence | Hartplatz     | Flavio Cipolla   | 6:4, 7:5      |

### Doppel

#### Turniersiege
| Nr. | Datum         | Turnier | Belag     | Partner    | Finalgegner          | Ergebnis          |
| --- | ------------- | ------- | --------- | ---------- | -------------------- | ----------------- |
| 1.  | 21. Juni 2014 | Tianjin | Hartplatz | Robin Kern | Jason Jung Evan King | 6:73, 7:5, [10:8] |